# مودریچا
مودریچا (به لاتین: Modriča) یک منطقهٔ مسکونی در بوسنی و هرزگوین است که در جمهوری صرب بوسنی واقع شده‌است. مودریچا ۳۱۹٬۸ کیلومتر مربع مساحت و ۲۷٬۷۹۹ نفر جمعیت دارد.